# Grupos de Respuesta Especial para el Crimen Organizado
Los Grupos de Respuesta Especial para el Crimen Organizado, también llamados GRECO, son unidades altamente especializadas de investigación del Cuerpo Nacional de Policía dedicadas a la lucha contra las mafias, el crimen organizado y el tráfico de drogas.

## Medios y funciones
Los grupos han sido dotados de avanzados medios materiales:
- Vehículos de gran cilindrada.
- Materializar informático generación.
- Equipos digitalizados de comunicación.
- Equipos de seguimiento y vigilancia de alta tecnología.
- Sistemas especiales técnico-policiales independientes.

Los agentes destinados en este grupo deberán hacer frente a una delincuencia organizada protagonizada principalmente por ciudadanos extranjeros, dedicados en su mayoría al tráfico ilícito de vehículos, la clonación de tarjetas de crédito y su uso fraudulento, los robos con fuerza o violencia en domicilios, la inmigración ilegal con fines de prostitución, el tráfico de armas y el tráfico de drogas.
Fue creado en 2005 durante el primer gobierno socialista y comenzó a trabajar en la Costa del Sol.

## Principales operaciones en Levante y Murcia
En octubre de 2004 se inició la operación Matrix, desarrollada en Valencia, y que ha culminado con la desarticulación de un grupo, cuyos miembros son en su mayoría rumanos, dedicado al clonado de tarjetas de crédito. En noviembre de este año habían sido ya detenidas 34 personas, incautándose importantes cantidades de dinero en distintas monedas (euros, dólares americanos y moneda rumana), así como tarjetas de crédito, ordenadores y microcámaras. 
En Alicante destaca la Operación Avispa. En esta ocasión un grupo de individuos de origen georgiano extorsionaba a extranjeros a cambio de protección. Se les acusa de haber lavado millones de euros procedentes del tráfico de drogas y de seres humanos. En total 27 personas detenidas en Alicante, Barcelona y Málaga.
La Operación Cochero, también desarrollada en Alicante, se saldó con 32 detenciones. La investigación se centró en un grupo organizado dedicado a la adquisición, almacenamiento y distribución de sustancias estupefacientes en cantidades de notoria importancia. Se incautó casi 2.200 gramos de cocaína, 2.000 gramos de marihuana, más de 1000 gramos de hachís, 2.012 gramos de speed, junto con vehículos, armas y munición.
Y en Murcia resalta entre todas las operaciones realizadas, la Operación Pascua. Durante el 2005 han sido detenidos 37 individuos, en su mayoría rumanos, dedicados a la inmigración ilegal y posterior prostitución coactiva de las mujeres de su nacionalidad, principalmente menores, que traían de su país. Igualmente se les acusa de todo tipo de falsificaciones.